# Cidariplura monoides
Cidariplura monoides är en fjärilsart som beskrevs av George Francis Hampson. Cidariplura monoides ingår i släktet Cidariplura och familjen nattflyn. Inga underarter finns listade i Catalogue of Life.